# Atanasi II
Atanasi II (en grec medieval Αθανάσιος Β') va ser patriarca de Constantinoble de l'any 1450 al 1453. Va succeir en el càrrec a Gregori Mammes, que era partidari de la unió de les esglésies Catòlica i Ortodoxa.
Abans de la seva elecció era abat al monestir de Peribleptos, a Mistràs. Es va celebrar un sínode a l'església de Santa Sofia l'any 1450, on hi van participar els patriarques de Jerusalem, d'Antioquia i d'Alexandria, i segons les actes del sínode el van ordenar patriarca els metropolitans de Cízic, Nicomèdia i Nicea. Lleó Al·laci va qüestionar l'autenticitat de les actes d'aquest sínode, i alguns historiadors pensen que aquest patriarca no va existir, suggerint que el patriarca Gregori Mammes, que residia a Roma des de 1451, va mantenir el càrrec fins després de la caiguda de Constantinoble.